# 열혈최강 고자우러
열혈최강 고자우라는 엘드란 시리즈 3기 작품으로 일본에서는 1993년 3월 3일부터 1994년 2월 23일까지 방영되었다. 대한민국에서는 2000년 KBS를 통해 《무적 캡틴 사우루스》라는 이름으로 방영되었다. 이후 투니버스에서 지속적으로 재방영되었다. 한국에서는 총 51회 에피소드 중에서 일본색이 짙은 6화, 9화, 24화는 방영되지 못했다.

## 줄거리
하루카제(산들바람) 초등학교 6학년 2반에 재학 중인 켄이치는 6학년 첫날 불길한 꿈을 꾼다. 지구가 기계화되고, 자신의 몸까지 기계가 되는 끔찍한 악몽이었던 것. 그런데 학교에 가는 길에 만난 같은 반 친구인 히로미와 시노부, 쿠우코도 똑같은 꿈을 꿨다고 말해 놀라던 와중, 느닷없이 기계화제국에서 온 정체불명의 악당들이 공격해 온다.
당황한 켄이치 일행은 도망치다가 갑자기 공룡 모양의 로봇 안으로 빨려들어가고, 엘드란이라 불리는 정체불명의 목소리를 통해 자신들이 기계화제국의 음모에 맞서 싸우기 위해 선택받았다는 얘기를 듣는다. 그리고 켄이치 일행뿐만 아니라 하루카제 초등학교 6학년 2반 전원에게 임무가 부여되고, 공룡 로봇 고자우라는 하루카제 초등학교 곳곳에 배치된다.
결국 켄이치를 비롯한 하루카제 초등학교 6학년 2반 아이들은 졸지에 지구를 지키는 '자우라즈'가 되어 오늘도 기계화제국의 음모에 맞서 맹렬하게 싸우게 되는데...

## 등장인물

### 주변 인물
- 키타지마 히로코 (미라) : 6학년 1반의 리더와 같은 존재. 2반 아이들(사우르스 팀)과는 처음에 그리 사이가 좋지 않았다.

- 나카지마 타츠오

- 타카기 토시오 (공선생) : 옆반인 6학년 1반의 담임 선생으로 나카지마 선생님과는 달리 매우 깐깐하고 엄한 타입이다. 그래서 항상 시끌벅적한 6학년 2반에 자주 나타나 훈계하는 모습으로 출연이 잦은 편. 그럴 때마다 6학년 2반 아이들과 나카지마 선생님을 싸잡아 비하하는 발언을 하는 탓에 나카지마 선생님과 항상 티격태격한다. 그도 역시 야요이 선생을 짝사랑하고 있다.

- 보우에이가

- 타케다 장관

- 엘드란